# Luca Urbani
Luca Urbani (Monza, 26 febbraio 1974) è un musicista italiano.

## Biografia
Urbani si appassiona ben presto al pop elettronico di matrice anglosassone degli anni ottanta: nel 1989 suona nei 50 AB e tiene il suo primo concerto alla scuola media Ardigò di Monza. In seguito entra negli Experimental Arsel, con i quali si esibisce al Teatro Villoresi; si unisce poi ai Sales 80% e ai Retroscena dove conosce Gabriele D'Amora, con il quale forma nel 1994 i Soerba. Il 30 agosto 1997 segna l'esordio live del duo, che apre a Crema il concerto dei Bluvertigo: nel 1998 i Soerba firmano un contratto discografico con Mercury/Polygram e pubblicano Playback, prodotto da Morgan. Il disco contiene I Am Happy, la canzone che lancia improvvisamente il duo nell'etere italiano, tra partecipazioni a Festivalbar e Sanremo famosi (l'edizione del 1998 di Sanremo Giovani) oltre alla vittoria del Telegatto d'argento di Sorrisi e Canzoni per il singolo Fuori di testa. Segue nel 1999 la partecipazione al 49º festival di Sanremo con Noi non ci capiamo. Nei due anni successivi Luca Urbani scrive e incide le dieci canzoni di Zerouno e realizza il secondo album dei Soerba, La vittoria dei cattivi, pubblicato da Mescal/Sony nella primavera del 2001: in seguito all'uscita del disco, il duo si riorganizza con una formazione elettro-acustica a cinque e parte per una breve tournée. Nel frattempo Luca partecipa al tributo Tutti pazzi per Rettore incidendo la cover di Giù dal nero ciel coadiuvato da TechnoTeo. Dopo l'uscita di 1996 beside 2002, che raccoglie la maggior parte del materiale inserito nei singoli dei Soerba, il duo si scioglie all'inizio del 2003. Nel frattempo Luca incrementa l'attività di dj e durante una vacanza a Ibiza rimane affascinato dal richiamo della house music: con lo pseudonimo di Alex Biondo forma con TechnoTeo il duo tech-house Deleyva, con cui inizia ad esibirsi nei locali milanesi e firma un contratto con la Contakt. Nel 2006 Luca inizia il suo primo lavoro solista "ElectroDomestico" che verrà pubblicato dalla Discipline/Venus i primi di febbraio del 2007. Nel dicembre 2010 partecipa al progetto live Lui, Lei, L'altro insieme a Raffaella Destefano dei Madreblu e al cantautore Nicodemo, portando sul palco il suo repertorio e quello dei due artisti che l'accompagnano

## Discografia

### Soerba

#### Album
- 1998 - Playback (Polygram)
- 1999 - Playback blu (Polygram)
- 2001 - La vittoria dei cattivi (Mescal/Sony)
- 2002 - Beside 1996-2002 (Mescal/Sony)
- 2010 - Sviluppi urbanistici demo 1995-2000 (Discipline)

#### Singoli
- 1998 - I Am Happy (Polygram)
- 1998 - Fuori di testa (Polygram)
- 1999 - Noi non ci capiamo (Polygram)
- 1999 - Il tipo ideale (Polygram, promo)
- 2001 - Don't Think, Love (Mescal/Sony)
- 2001 - Balla (Mescal/Sony, promo)
- 2001 - Chi fa da sé (Mescal/Sony)
- 2002 - Mangiare sano (Mescal/Sony)
- 2002 - Un po' d'aria (Mescal/Sony, promo)
- 2003 - Stelle (Mescal/Sony, promo)

#### Tributi
- 2006 - ConGarbo (Photographic/Venus)

### Deleyva

#### Singoli
- 2005 - Happy Space Man (vinile 12", Contakt/Self)
- 2006 - Amiamoci (CD, Contakt/Self)

### Zerouno
- 2004 - Zerouno (Mescal)
- 2005 - Respiriamo liberi (tributo a Lucio Battisti, feat. TBH)
- 2009 - .2 (Discipline)

### Fluon
2014 - Futura Resistenza (Discipline)

### Leader Negativo
2019 - Dovevo Solo Dormire (Discipline)

### Da solista
- 2007 - ElectroDomestico (Discipline/Venus)
- 2009 - SviluppiUrbanistici Demo 2000-2005 (Discipline)
- 2011 - Catodico Praticante (Discipline/Venus)
- 2013 - SviluppiUrbanistici Demo 2005-2010 (Discipline)
- 2014 - Affinità-divergenze Tra Il Compagno Togliatti E Noi - Del Conseguimento Della Maggiore Età (Discipline)
- 2015 - Fine con Garbo (Discipline/XXXV)
- 2016 - SviluppiUrbanistici Demo 2010-2015 (Discipline)
- 2017 - La Musica Rock è il futuro EP (Discipline)
- 2018 - Rifiuti Urbani : Plastica Riciclabile (Discipline)
- 2020 - Comunque vada è successo Vol .1 (Discipline)
- 2021 - SviluppiUrbanistici Demo 2015-2020 (Discipline)
- 2022 - Comunque vada è successo Vol .2 (Gelo Dischi)
- 2024 - Parlo da solo nei centri commerciali (Gelo Dischi)